# Claire-Clémence de Maillé

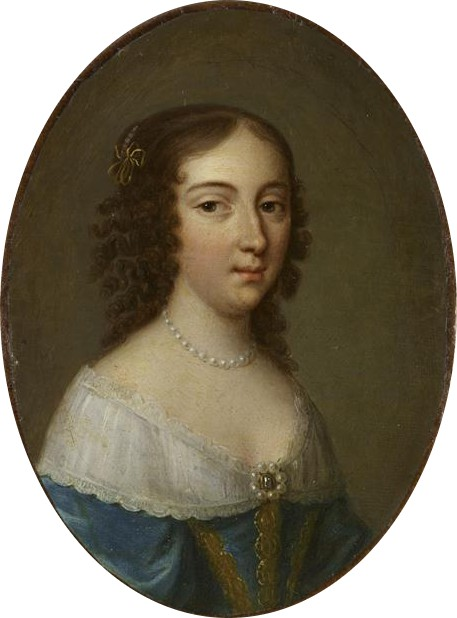
Jean-Marie Ribou, Porträt von Claire-Clémence de Maillé-Brézé, um 1776, Musée Condé

Claire-Clémence de Maillé (* 25. Februar 1628 in Brézé (Anjou); † 16. April 1694 auf Château Raoul in Châteauroux) war eine französische Hochadelige aus dem Haus Maillé und Nichte des Kardinals Richelieu. Sie heiratete Louis de Bourbon, Prince de Condé, bekannt als der Große Condé, und wurde die Mutter von Henri Jules de Bourbon. 
Sie war aus eigenem Recht ab 1646 Duchesse de Fronsac et de Caumont, Pair de France (bis 1674), Marquise de Brézé et de Graville, Comtesse de Beaumont-en-Vallée, Baronesse de Trèves, sowie aus dem Recht ihres Ehemanns Princesse de Condé, Duchesse de Châteauroux, de Montmorency, d’Enghien, d’Albret (bis 1661) de Bellegarde et (ab 1661) de Bourbon.

## Leben

### Familiärer Hintergrund und Ausbildung
Claire-Clémence wurde als Tochter von Urbain de Maillé, Marquis de Brézé, Seigneur de Milly (1598–1650), Marschall von Frankreich geboren; ihre Mutter war Nicole du Plessis-Richelieu († 1635), die Schwester von Kardinal Richelieu, die unter der Wahnvorstellung litt, dass ihr Gesäß aus Glas sei, woraufhin sie weggesperrt wurde und 1635 starb, als ihre Tochter sieben Jahre alt war. 
Sie hatte einen älteren Bruder, Jean Armand de Maillé (* 1619), Marquis de Brézé, 1642 Duc de Fronsac und Grand-maître de la navigation, der 1646 in der Schlacht bei Orbetello ledig und ohne Nachkommen fiel.

### Eine politische Verlobung mit einem Prinzen von Geblüt
Als im Jahr 1633 in Angers die Pest ausbrach, wurden Claire-Clémence und ihre Schwester zu ihren Großtanten Simone de Maillé-Brézé, Äbtissin von Ronceray, und Yvonne de Maillé-Brézé geschickt. Im gleichen Jahr, Claire-Clémence war fünf Jahre alt, wurde sie unter dem Vorwand der Erziehung aus der Familie genommen und Mme Marie Bouthillier (geb. de Bragelongne), der Frau des Surintendant des Finances Claude Bouthillier, anvertraut. Daher wuchs Claire-Clémence in Bouthilliers Haus in der Seigneurie Les Caves et du Mesnil-les-Pars bei Pont-sur-Seine in der Champagne auf. In Mme Bouthilliers Obhut befand sich auch Anne de La Grange-Trianon (1632–1707). Später wurde behauptet, dass Mme Bouthillier ihr nur eine mittelmäßige Erziehung angedeihen ließ, spätestens als sich herausstellte, dass Claire-Clémence nicht sehr gut lesen und schreiben konnte.
Ebenfalls 1633 arrangierte ihr Onkel, der Kardinal, ihre Verlobung mit dem französischen Prince du sang, Louis de Bourbon, der später der berühmte Grand Condé wurde. Die Verbindung seiner Nichte, die nicht aus der königlichen Familie stammt, mit einem Prince du sang, ließ den Kardinal die Hoffnung hegen, ein Mitglied seiner Familie auf den französischen Thron setzen zu können. Nach zwanzig Jahren Ehe war die Verbindung zwischen König Ludwig XIII. und Anna von Österreich unfruchtbar geblieben; die Uneinigkeit des königlichen Ehepaars war allgemein bekannt und wurde vom Kardinal auch aufrechterhalten. Andererseits hatte der verwitwete Bruder des Königs, Gaston d’Orléans, aus seiner ersten Ehe nur eine Tochter; er hatte in zweiter Ehe die Prinzessin Marguerite de Lorraine geheiratet, ohne die Erlaubnis des Königs einzuholen, und der Kardinal drängte Ludwig XIII. daher dazu, die Gültigkeit dieser Ehe nicht anzuerkennen – die Eheleute blieben lange Zeit getrennt, er lebte in Frankreich und sie in den spanischen Niederlanden. Der Kardinal konnte also vernünftigerweise darauf hoffen, dass der Thron eines Tages an Condé fallen und seine Nichte somit Königin von Frankreich werden würde. Doch 1638 wurde Ludwigs erster Sohn, der spätere Louis XIV., geboren. 1640 folgte ein zweiter Sohn, Philippe, und Richelieus Plan hatte sich damit zerschlagen.
1640 wurde Claire-Clémence im Alter von zwölf Jahren in Milly mit Ludwig verlobt. Sie war noch jung genug, um mit Puppen zu spielen, während Louis, der damalige Herzog von Enghien, zwanzig Jahre alt war und bereits mehrere Mätressen gehabt hatte. Er war damals mit Marthe Poussard (genannt Mlle du Vigean) liiert und protestierte gegen die Heirat, doch sein Vater, Henri II. de Bourbon, zwang ihn, Claire-Clémence zu heiraten.
Im Jahr nach ihrer Verlobung lebte Claire-Clémence bei ihrer älteren Cousine Marie-Madeleine de Vignerot in deren Haus Petit Luxembourg in Paris, was zum einen dazu diente, ihr Zeit zu geben, erwachsen zu werden, zum anderen aber auch dazu, ihr den nötigen gesellschaftlichen Schliff zu geben.

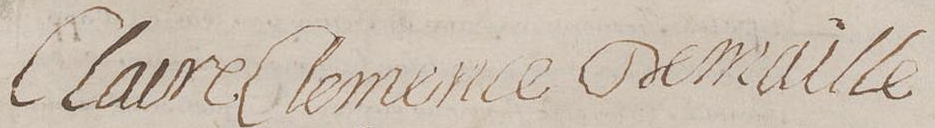
Claire-Clémence de Maillés Unterschrift auf ihrem Ehevertrag

### Eine nicht sehr glückliche Ehe (1641)
Die Unterzeichnung des Ehevertrages fand am 7. Februar im Palais du Louvre statt, die Hochzeitszeremonie am 9. Februar im Palais Cardinal, dem heutigen Palais Royal, die Hochzeitsfeierlichkeiten am 11. Februar 1641 ebenfalls im Palais Cardinal. Da sie ein Mitglied des regierenden Hauses Bourbon heiratete, wurde sie zur Princesse du sang mit der Anrede Durchlaucht. Auf der Feier trug die nicht einmal 13-jährige Braut ein festlichen Kleid und Juwelen sowie Plateauschuhe, um neben ihrem hochgewachsenen Mann nicht klein auszusehen; diese erwiesen sich jedoch als so schwierig zu tragen, dass Claire-Clémence das Gleichgewicht verlor und unter dem Gelächter der Gäste zu Boden stürzte.
Nach der Heirat vernachlässigte Condé seine Frau zugunsten von Mlle de Vigean, was Richelieu alarmierte und ihn veranlasste, den Duc d‘Enghien unter dem Vorwand, die Ländereien zu verwalten, nach Burgund zu schicken; Claire-Clémence hingegen wurde vom Kardinal in Begleitung ihrer Schwiegermutter Charlotte-Marguerite de Montmorency, ihrer Kusine, der Duchesse d’Aguillon, ihrer Schwägerin, der Duchesse de Longueville, und einer Mlle de Croix in der Abtei Saint-Denis untergebracht. Offiziell wurde dies damit begründet, dass die junge Herzogin nicht in Schwierigkeiten geraten sollte, aber auch, um Claire-Clémence weiter die Erziehung zukommen zu lassen, die sie im Haus ihrer Pflegemutter nicht erhalten hatte.
Auch während seines Aufenthalts in Burgund kümmerte sich der Duc d‘Enghien wenig um seine Frau und vergnügte sich selbst, um seinem angeheirateten Onkel, dem Kardinal, zu trotzen. Als Enghien von Richelieu vorgeladen wurde, beeilte er sich nicht, sondern ließ sich Zeit mit der Reise, bis sein Vater ihm schrieb und ihn aufforderte, der Forderung des Kardinals nachzukommen. Auf dem Rückweg erhielt er einen Brief mit der Nachricht, dass Claire-Clémence erkrankt sei, was ihn veranlasste, seine Frau zu besuchen. Die Ehe wurde nun vollzogen, und zweieinhalb Jahre nach der Heirat brachte die fünfzehnjährige Claire-Clémence am 26. Juli 1643 ihr erstes Kind, Henri Jules, zur Welt. Der Duc d‘Enghien war während in dieser Zeit im Krieg (z. B. am 19. Mai 1643 als Oberbefehlshaber in der Schlacht bei Rocroi), und Claire-Clémence zog sich zur Entbindung in ein Karmelitenkloster zurück. Erst 1645 kehrte der Enghien nach Frankreich zurück, wo er seinen Sohn zum ersten Mal sah.
Während der Schwangerschaft der Herzogin waren Kardinal Richelieu am 4. Dezember 1642 und Ludwig XIII am 14. Mai 1643 gestorben; neuer König wurde der vierjährige Ludwig XIV. unter der Regentschaft seiner Mutter, die bereits vier Tage später, am 18. Mai 1843 Kardinal Mazarin zu ihrem Premierminister machte.
Durch den Tod ihres Bruders am 14. Juni 1646 in der Schlacht bei Orbetello erbte Claire-Clémence Titel und Besitz ihrer Familie. Ein halbes Jahr später, am 26. Dezember 1646 erbte Enghien durch den Tod seines Vaters am 26. Dezember 1646 dessen Titel und Besitz und wurde zum Premier Prince du Sang ernannt, dem wichtigsten Rang nach dem der Mitglieder der königlichen Familie.

### Aussöhnung während der Fronde
Als ihr Ehemann im Januar 1650 als Anführer der Fronde in Ungnade fiel, verhaftet und in der Festung Vincennes eingesperrt wurde, zeichnete sich Claire-Clémence durch ihr energisches Verhalten aus, indem sie den Kampf weiterführte, seine Freunde aufrichtete, sie in Gefahr führte und dem Zorn des Königs, den Befehlen Mazarins und den Bedrohungen durch das Volk trotzte.
Am 7. Februar 1651 wurde Condé freigelassen, im Laufe des Jahres wurde Claire-Clémence gezwungen, sich der Regentin, Königinmutter Anna von Österreich, und ihrem Minister Mazarin zu unterwerfen. Am 7. September 1651 erklärte Ludwig XIV. sich für volljährig. Am 22. September erreicht Condé Bordeaux, von wo aus er den Südwesten Frankreichs beherrschte. Die folgenden zwölf Monate sind durch Kämpfe geprägt, die im Wesentlichen im Norden des Landes stattfinden: die Belagerung der Burg Montrond (ab Oktober 1651), Condés Niederlage bei Étampes (4. Mai 1652) und die anschließend Belagerung der Stadt (Mai/Juni), das Gefecht an der Pariser Porte Sainte-Antoine (2. Juli), das Scheitern des Entsatzes der Burg Montrond (August) und deren Kapitulation (1. September).

### Exil in den Spanischen Niederlanden (1653–1659)
Am 22. September 1652 brachte Claire-Clémence in Bordeaux ihren zweiten Sohn zur Welt, der allerdings bereits am 11. April 1653 starb, ebenfalls in Bordeaux. Am 3. August 1653 wurde Bordeaux von den Truppen des Königs eingenommen, am 23. September 1653 das Todesurteil gegen Condé verhängt und sein Besitz beschlagnahmt, woraufhin Condé in die Spanischen Niederlande floh, wohin seine Frau ihm folgen konnte. Am 12. November 1657 wurde in Breda eine Tochter geboren, die Mademoiselle de Bourbon genannt wurde, deren Taufname jedoch unbekannt ist.

### Ausgeschlossen vom Hof (1660–1671)
Erst aufgrund des Pyrenäenfriedens vom 7. November 1659, dessen Artikel 79 bis 88 die Amnestie Condés enthalten, konnten Condé und Claire-Clémence im Januar 1660 nach Frankreich zurückkehren, trennte sich aber bald: er ließ sich auf Schloss Chantilly nieder, sie nahm jedoch nach dem Willen Condé nicht am Leben in Chantilly teil, sondern residierte im Winter im Hôtel de Condé in Paris und im Sommer im Schloss Saint-Maur.
Am 28. September 1660 starb ihre Tochter in Paris. Am 26. Februar 1661 tauschte Condé das Herzogtum Albret gegen das Herzogtum Bourbon (bestätigt am 7. März 1661, registriert am 15. April 1661), was auch seine Ehefrau betraf.

### Der Skandal und die Einschließung in Châteauroux (1671–1694)
Nicht so die Prinzessin. Sie war im Januar 1671 in ihrem Zimmer in Paris mit einem Messer verletzt worden, als sie bei einem heftigen Streit zwischen einem ihrer Diener (oder „Schützlinge“, wie es in anderen Quellen heißt) namens Duval und einem jungen Adligen, Jean-Louis de Bussy-Rabutin, einem Verwandten der Marquise de Sévigné, schlichtend eingreifen wollte. In einem Brief vom 23. Januar 1671 an ihren Vetter Roger de Bussy-Rabutin, Comte de Bussy-Rabutin und Vater von Jean-Louis, berichtet die Marquise, dass die beiden Kontrahenten die Gunst der Prinzessin genossen hätten, was der Hauptgrund für den Streit gewesen zu sein scheine. Diese Interpretation brachte Claire-Clémence und das Haus Condé in Verruf, ist jedoch nicht zweifelsfrei belegt. Asselineau, der Biograf der Prinzessin, bezweifelt die Realität einer Affäre mit Duval, obwohl sie von vielen Zeitgenossen erwähnt wird. Saint-Simon gibt zwar zu, dass sie unscheinbar und langweilig gewesen sei, lobte jedoch ihre Tugend, Frömmigkeit und Sanftmut angesichts der bekannten unerbittlichen Beleidigungen.
Der Streit führte zu einer Untersuchung mit dem Ergebnis, dass Duval zu den Galeeren verurteilt wurde, wahrscheinlich weil er mit einem Adligen gekämpft hatte, dann aber laut Maurepas an Gift starb, bevor er die Strafe in Marseille antreten konnte. Jean-Louis de Bussy-Rabutin ging ins Exil, trat in kaiserliche Dienste und wurde bis zum Feldmarschall befördert.
Condé nutzte den Skandal aus, um von Ludwig XIV. eine Lettre de cachet gegen seine Frau zu erwirken. Claire-Clémence wurde in Châteauroux, einem der Lehen des Prinzen, unter Hausarrest gestellt und lebte bis zu ihrem Tod, der erst nach dem Tod Condés eintrat, in dem recht strengen Château Raoul. Sie wurde dort von einer begrenzten Gruppe von Bediensteten versorgt, die so ausgewählt war, dass jegliche Probleme vermieden wurden. Sie durfte nicht verreisen und die Gottesdienste fanden in der Schlosskapelle statt, zu der die Öffentlichkeit nicht zugelassen war. Zudem wurde ihr 1674 der Rang eines Pair der France entzogen. Nach dem Tod Condés am 11. September 1686 wurde die Einschließung der Prinzessin von ihrem eigenen Sohn Henri-Jules bestätigt.
Claire-Clémence starb am 16. April 1694 auf Château Raoul in Châteauroux und wurde in der Schlosskapelle Saint-Martin beigesetzt.

## Nachkommen
Die Kinder von Claire-Clémence de Maillé und Louis de Bourbon sind:
- Henri Jules, Prince de Condé (* 29. Juli 1643 in Paris; † 1. April 1709 ebenda), ⚭ 11. Dezember 1663 Anna Henriette von Pfalz-Simmern (* 23. Juli 1648 in Paris; † 23. Februar 1723 in Paris) – Nachkommen.
- Louis de Bourbon (* 20. September 1652 in Bordeaux; † 11. April 1653 ebenda) genannt Duc de Bourbon
- Tochter (* 12. November 1657 in Breda; † 28. September 1660 in Paris), genannt Mademoiselle de Bourbon, bestattet im Karmelitenkonvent im Faubourg Saint-Jacques
- Louis (* und † 1658)[12]